# Friedrich Schiller – Der Triumph eines Genies
Friedrich Schiller – Der Triumph eines Genies ist ein deutscher Spielfilm aus dem Jahr 1940. Er behandelt, basierend auf dem Roman Leidenschaft von Norbert Jacques, die künstlerischen Anfänge des deutschen Dichters Friedrich Schiller.

## Handlung
Im 18. Jahrhundert hat Württemberg unter dem harten Regiment des Herzogs von Württemberg, Karl Eugen zu leiden. Der Dichter Schubart wagt offene Kritik, wird jedoch wenig später unter Anwendung einer List verhaftet und in der Festung Hohenasperg eingesperrt.
Zur gleichen Zeit wächst im jungen Friedrich Schiller der innerliche Widerstand gegen den militärischen Drill der Militärakademie, wo er auf Befehl des Herzogs Medizin studiert.
Während des Parademarsches zum Geburtstag von Karl Eugens Ehefrau, der Gräfin Franziska von Hohenheim, sorgt Schiller für Aufregung, als er seiner Flamme Laura Rieger ein Liebesgedicht zukommen lässt. Deren Mutter setzt sich bei der Gräfin dafür ein, Schiller zu verschonen.
Bei der Verleihung der Abschlusszeugnisse erklärt Schiller gegenüber Karl Eugen, dass er in seinen medizinischen Arbeiten einen philosophischen Ton anschlage, weil jede Wissenschaft wie auch die Medizin an ihre Grenzen stößt, und er beim Verfassen seiner Werke seinem Herzen folge. Der wütende Karl Eugen befiehlt, dass Schiller noch ein weiteres Jahr an der Akademie zu verbringen habe. Der Einsatz von Schillers Vater, der als Gärtner für Karl Eugen tätig ist, bleibt ohne Erfolg. Als Laura sich bei der Gräfin für Schiller einsetzt, verspricht diese Hilfe, die jedoch ebenso wenig fruchtet.
Unterdessen beginnt Schiller heimlich, sein Proteststück Die Räuber zu schreiben. Selbst durch das zusätzliche Jahr an der Akademie lässt sich Schiller nicht in seinem Willen brechen und geht so auch aus einem Disput mit Karl Eugen, ob Genies erzogen oder geboren werden, als Sieger hervor.
Als Schiller Laura voller Stolz erzählt, dass sein Stück fertig sei, erfährt er von ihr bestürzt von Schubarts Verhaftung.
Bei einem Appell schlägt der Herzog, der von dem Widerstand Schillers und seiner Kommilitonen Wind bekommen hat und verkündet, dass er keine Rebellion dulde, Schiller einen Ausflug nach Asperg vor. Dort trifft Schiller zu seinem Entsetzen auf einen gebrochenen Schubart. Im Glauben, Karl Eugen wolle Schiller inhaftieren lassen, lässt General Rieger Schiller auf Asperg festsetzen, was vom Herzog jedoch sogleich zurückgenommen wird.
In der Zwischenzeit hat Laura das Manuskript zu Die Räuber an Hofmarschall Silberkalb weitergeleitet. Schiller ist erst enttäuscht über diesen Verrat, erfährt jedoch von Laura, dass das Manuskript immer noch bei ihr sei. Sogleich lässt Schiller es anonym drucken. Um nicht aufzufallen, widmet sich Schiller nun ganz der Medizin, um sein Examen ablegen und die Akademie endlich verlassen zu können. Nach dem Examen tritt Schiller in die Dienste des Regiments von General Augé ein, der dem erfreuten Schiller mitteilt, dass er den Verfasser der Räuber für ein Genie halte.
Im Gasthof bekommen Schiller und seine Freunde, die die Veröffentlichung der Räuber feiern, einen Brief vom Theaterdirektor Dalberg aus Mannheim und erfahren zu ihrer Freude, dass das Stück aufgeführt werden soll.
Die Aufführung wird ein Erfolg. Herzog Karl Eugen gerät in Rage und ruft Schiller zu sich. Als Schiller immer noch zu seinen Einstellungen steht, bleibt ihm nichts anderes übrig, als Württemberg zu verlassen, um der Inhaftierung auf dem Asperg zu entgehen.

## Auszeichnungen
Die nationalsozialistische Filmprüfstelle verlieh dem Film die Prädikate staatspolitisch wertvoll, künstlerisch wertvoll und jugendwert.

## Kritiken
Die Filmkritik suchte vorwiegend nach einer Erklärung, wie es möglich war, dass während der Zeit der nationalsozialistischen Diktatur Friedrich Schiller ohne Scheu als Rebell gegen die Obrigkeit seiner Zeit dargestellt wurde. Man sah einerseits eine Vereinnahmung Schillers als Vorgänger des „Genies“ Hitler, andererseits suchte man aber auch nach versteckter Kritik an der Naziherrschaft.
So konstatierte Thomas Kramer für Reclams Lexikon des deutschen Films, es handele sich um einen sorgfältig inszenierten Film über Schiller und seinen freiheitsliebenden Geist. Wie anderen Geniefilmen sei ihm die Funktion zugekommen, „deutsche Übermenschen zu stilisieren, die in der NS-Ethik Rechte besaßen, die dem Rest der Bevölkerung nicht zustanden.“ Dadurch sollten Parallelen zu Adolf Hitler hervorgerufen werden. Allerdings sei diese erwünschte Tendenz u. a. von Klöpfer und Caspar, „der Schiller als rebellischen Hitzkopf zeichnete“, hier wiederholt unterlaufen worden.
Heynes Filmlexikon nennt Friedrich Schiller eine merkwürdige „Mischung aus Freiheits- und Volkspathos“, in der hoch das Lied vom Übermenschen klinge, so dass der Film für die Nazis staatspolitisch wertvoll gewesen sei.
Auch der katholische Film-Dienst wies auf die sorgfältige Regie und bedeutende Besetzung hin, durch die der Film „eine merkwürdige politische Ambivalenz zwischen dem aufrührerischen „in tyrannos“ und dem Geniekult der nationalsozialistischen Ideologie“ zeige.
Erwin Leiser wies darauf hin, dass „ein oberflächlicher Betrachter […] vielleicht der Versuchung“ erliege, „in diesem Film einen Aufruf zur Meinungsfreiheit zu sehen“. Tatsächlich werde aber dabei verkannt, dass der Film nicht gegen den Herzog Partei ergreife, der als Herrscher mit allen Rechten gegenüber seinen Untertanen ausgestattet sei, dem es aber an dem visionären Genie von Schiller mangele, für den daher der Logik des Films nach andere Regeln gelten müssten. Der Autor der Räuber sei dem Film nach der Vorläufer des Verfassers von Mein Kampf. Einem Zitat aus einer zeitgenössischen Rezension aus dem Illustrierten Film-Kurier, in dem u. a. die „übermenschliche Gewalt“ der Genius-Stimme in Schiller erwähnt wird, lässt Leiser eine rhetorische Frage folgen: „Wer denkt hier nicht an den Augenblick, in dem Hitler seine Berufung spürt und Politiker wird?“
Das Deutsche Filminstitut resümiert:
„Der kunstvoll inszenierte Film mit Starbesetzung entzweit auch heute noch die Filmkritiker: während die einen darin einen Protest gegen die Unterdrückung 1940 sehen, finden andere in der Figur der genialen großen Deutschen Friedrich Schiller die Ideologie der Nationalsozialisten wiedergegeben.“